# Gostyner Kreisbahn
| Gostyner Kreisbahn | Gostyner Kreisbahn   |
| ------------------ | -------------------- |
| Spurweite:         | 1435 mm (Normalspur) |
|                    |                      |

Die Gostyner Kreisbahn verband die Kreisstadt Gostyń in der ehemaligen preußischen Provinz Posen mit dem südlichen Kreisgebiet.

## Geschichte
Der frühere Landkreis Gostyn erhielt durch die Preußische Staatsbahn 1888 zwei Eisenbahnstrecken, die ihn von dem Knotenpunkt Lissa in östlicher Richtung durchziehen; eine führt über Gostyn nach Jarotschin, die andere im Süden über Kröben nach Krotoschin. Nachdem Gostyn ab 1900 durch die Kostener Kreisbahnen mit dem nördlich gelegenen Nachbarkreis verbunden war, fehlte eine Nord-Süd-Strecke innerhalb des Kreises.
Der Kreis Gostyn und die Bahnbauunternehmung Lenz & Co eröffneten schließlich am 4. November 1903 eine normalspurige Kleinbahn, die von Gostyn nach Süden über Domachowo/Berghausen nach Kröben führte, wo die Staatsbahn überquert wurde und schließlich im Bahnhof Gostkowo/Bittershof im Landkreis Rawitsch nach 27,4 Kilometern endete. Hier bestand Anschluss an die Liegnitz-Rawitscher Eisenbahn-Gesellschaft, die ebenfalls zum Lenz-Konzern gehörte und den Betrieb der Kreisbahn besorgte. Ihr Betriebsmittelpunkt war Kröben, wo sie den Staatsbahnhof mit dem Stadtbahnhof (2,1 km) verband.
Am 1. Oktober 1904 kam noch die 20 Kilometer lange Zweigbahn Domachowo–Kartzen hinzu, wo ebenfalls Anschluss an die Staatsbahn bestand. Hier wurde kaum Personenverkehr bedient; der Transport landwirtschaftlicher Güter stellte die Hauptaufgabe der Kleinbahn dar. 1911 betrug das Frachtaufkommen 100.966 Tonnen.
An Fahrzeugen waren vorhanden: drei Dampflokomotiven, drei Personen- und ein Packwagen sowie 51 Güterwagen. Das Streckennetz umfasste 1914 insgesamt 47 Kilometer, 1944 sogar 55 Kilometer Länge.
Während des Zweiten Weltkrieges wurde die acht Kilometer lange Strecke Gostkowo/Bittershof–Görchen von der Liegnitz–Rawitscher Eisenbahn an die „Gostinger Kreisbahn“ – wie sie nun hieß – veräußert und die Betriebsführung den Gaubahnen Wartheland übergeben.